# Ninh Chử (phường)
Ninh Chử là một phường thuộc tỉnh Khánh Hòa, Việt Nam.

## Lịch sử
Ngày 16 tháng 6 năm 2025, Ủy ban Thường vụ Quốc hội ban hành Nghị quyết số 1667/NQ-UBTVQH15 về việc sắp xếp các đơn vị hành chính cấp xã của tỉnh Khánh Hòa năm 2025 (có hiệu lực từ ngày 16 tháng 6 năm 2025). Trong đó, hợp nhất các phường Văn Hải và thị trấn Khánh Hải thành phường Ninh Chử.

## Địa lý
Phường Ninh Chử có ranh giới với các xã, phường:
- Phía Bắc giáp với xã Xuân Hải.
- Phía Nam giáp với phường Đông Hải và Phan Rang.
- Phía Đông giáp với xã Ninh Hải.
- Phía Tây giáp với phường Bảo An.

Phường có diện tích là 20,41 km², dân số năm 2025 là 39.556 người, mật độ dân số đạt 1.938 người/km².